# Abeno-ku
Abeno-ku (阿倍野区?, Abeno-ku) è uno dei 24 quartieri di Ōsaka, in Giappone. Si trova nella zona tra il centro e il sud della città e secondo una stima del 1º dicembre 2007 contava su 107 851 abitanti, distribuiti su una superficie di 5,99 km².

## Geografia fisica
Abeno-ku si trova alle pendici meridionali del piccolo altopiano di Uemachi che attraversa longitudinalmente il centro città. Confina a nord con Ikuno-ku e Tennōji-ku, a ovest con Nishinari-ku, a sud con Sumiyoshi-ku e a est con Higashisumiyoshi-ku.

## Origini del nome
Non si conosce il vero origine del nome "Abeno" ma ci sono diverse ipotesi. La prima è che fosse il nome di un potente clan familiare nell'antico Giappone, secondo un'altra potrebbe provenire da una delle canzoni di Yamabe no Akahito in Man'yōshū, e un'altra teoria suggerisce che potrebbe provenire da "amabe" in Higashi-narigun -amabe-gou, antico toponimo.

## Storia
Quando la città di Osaka aumentò il numero di quartieri da 15 a 22 il 1 aprile 1943, il quartiere Sumiyoshi fu diviso in tre quartieri, uno dei quali era Abeno.

## Luoghi d'interesse
L'area Abenobashi di Abeno è un'area commerciale in cui si trovano grandi magazzini e sale cinematografiche. Ad Abeno vi è una sede della Sharp Corporation. Nel quartiere si trova il complesso commerciale Abenobashi Terminal Building, su cui spicca il grattacielo Abeno Harukas, che quando è stato completato nel 2014 è diventato l'edificio più alto del Giappone.

## Cultura

### Università
- Osaka Christian College
- Osaka Municipal College of Design

### Scuole private
- Scuola superiore Abeno Shogaku (ex liceo femminile di Osaka)
- Scuole medie e superiori Ohtani

## Infrastrutture e trasporti

### Ferrovie e metropolitane
- Compagnia ferroviaria del Giappone occidentale (JR West)
  - Linea Hanwa : Stazione Bishoen - Stazione Minami-Tanabe - Stazione Tsurugaoka
- Ferrovia di Kintetsu
  - Linea Minami Osaka : Stazione Osaka Abenobashi - Stazione Koboreguchi
- Tram di Hankai
  - Linea Uemachi : Stazione Tennoji-eki-mae - Stazione Abeno - Stazione Matsumushi - Stazione Higashi-Tengachaya - Stazione Kitabatake - Stazione Himematsu
- Metropolitana di Osaka
  - Linea Midōsuji : Stazione Tennoji - Stazione Showacho - Stazione Nishitanabe
  - Linea Tanimachi : Stazione Abeno - Stazione Fuminosato